# Friuli Grave Cabernet
Il Friuli Grave Cabernet è un vino DOC la cui produzione è consentita nelle province di Pordenone e Udine.

## Caratteristiche organolettiche
- colore: rosso rubino più o meno intenso, tendente al granato se invecchiato.
- odore: gradevole, caratteristico, talvolta erbaceo.
- sapore: armonico, asciutto.

## Produzione
Provincia, stagione, volume in ettolitri
- Pordenone  (1990/91)  8290,13
- Pordenone  (1991/92)  7767,52
- Pordenone  (1992/93)  6202,43
- Pordenone  (1993/94)  5853,0
- Pordenone  (1994/95)  6870,84
- Pordenone  (1995/96)  4679,22
- Pordenone  (1996/97)  4069,6
- Udine  (1990/91)  3666,83
- Udine  (1991/92)  2119,36
- Udine  (1992/93)  2281,16
- Udine  (1993/94)  1146,32
- Udine  (1994/95)  948,0
- Udine  (1995/96)  797,36
- Udine  (1996/97)  794,51